# Jean Ier de Clèves
Pour les articles homonymes, voir Jean Ier et Jean de Clèves.
Jean Ier de Clèves dit le Belliqueux (1419 - 1481) est duc de Clèves de 1448 à 1481.

## Biographie
Il est le fils du duc Adolphe Ier de Clèves (1373-1448) et de sa deuxième épouse, Marie de Bourgogne (1394-1463)
En 1451, il est créé chevalier de l'ordre de la Toison d'or par son oncle, le duc Philippe III de Bourgogne.
À la mort d'Adolphe II le 23 septembre 1448, Jean devient duc de Clèves. En 1450 , il confie la seigneurie de Ravenstein et le Château de Wynendaele en apanage à son frère cadet Adolphe de Clèves, mais il ne prend possession du comté de la Marck qu'à la mort de son oncle, le comte Gérard de La Marck (1461). La maison de Clèves était sortie vainqueur de la faide de Soest en 1449, mais l'année suivante, Jean fut de nouveau en guerre avec l'archevêque de Cologne jusqu'en 1457, et derechef en 1462-63 à l'accession au pouvoir de Robert du Palatinat.
Grâce à l'appui de son oncle Philippe le Bon, Jean soumet contre l'Électorat de Cologne les villes de Xanten et de Soest, mais son duché, désormais sérieusement dépendant de la Bourgogne, risque une annexion prochaine. Le lien entre les deux maisons de Clèves et de Bourgogne est scellé lorsque Jean épouse la princesse de Valois Élisabeth de Bourgogne le 22 avril 1455.

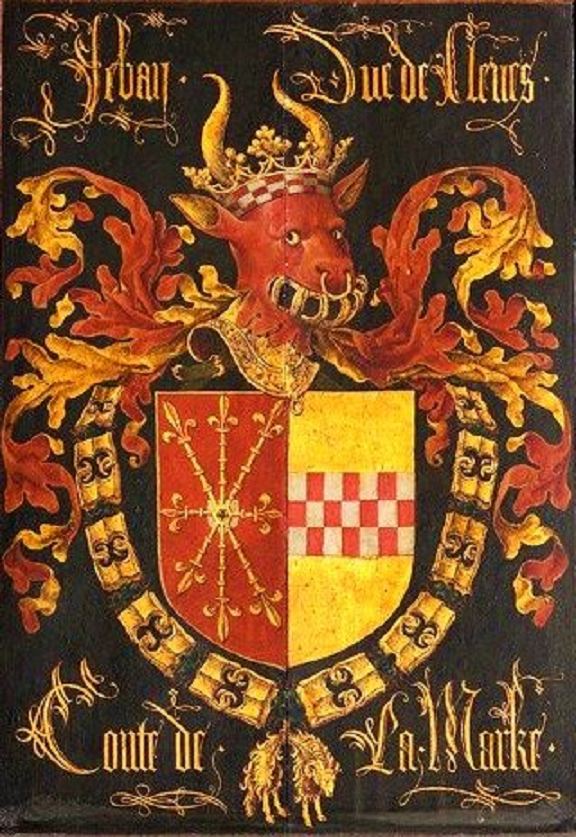
Armoiries de Jean de Clèves avec le collier de l'Ordre de la Toison d'or.

Le 23 juin 1468, Jean est défait à la bataille de Straelen par son neveu et rival Adolphe de Gueldre et n'échappe à la détention que par une chance inouïe, en se plaçant in extremis sous la protection de la duchesse Sophie de Juliers. Il doit céder au vainqueur la ville de Wachtendonk.
Mais en 1473 le vent tourne en faveur du duc de Clèves, qui soutient Charles le Téméraire dans l'annexion du duché de Gueldre moyennant la restitution des places de Wachtendonk, Weeze, Goch, Asperen, Nergena, Mook, Lobith, de la terre de Düffel et la juridiction sur l'Abbaye d'Elten.

## Mariage et descendance
Le 22 avril 1455, il épouse Élisabeth de Bourgogne (1439-1483), fille et héritière du comte Jean de Nevers (1415-1491), dont :
- Jean II de Clèves (1458-1521), duc de Clèves
- Adolphe de Clèves (1461-1525), il entre dans les ordres
- Engilbert de Clèves (1462-1506), comte de Nevers, successeur de son grand-père maternel le comte Jean de Nevers, et lui-même père du comte Charles II de Clèves-Nevers († 1521) et grand-père du duc François († 1562)
- Dietrich de Clèves (né en 1464)
- Marie de Clèves (1465-1513)
- Philippe de Clèves (1467-1505), il devient évêque de Nevers, d'Amiens et d'Autun.